# Kim Min-hyeok (Fußballspieler, Februar 1992)
Kim Min-hyeok (kor. 김민혁; * 27. Februar 1992 in Seoul) ist ein südkoreanischer Fußballspieler.

## Karriere

### Verein
Kim Min-hyeok erlernte das Fußballspielen in den Schulmannschaften der Yeosu Mipyeong Elementary School, Yeosu Gubong Middle School und der Suncheon High School sowie in der Universitätsmannschaft der Universität Soongsil. Die Saison 2008/09 spielte er in Deutschland in der Jugendmannschaft des Hamburger SV in Hamburg. Beim HSV wurde er in der U17 und U19 eingesetzt. Mit der U17 spielte er sechsmal in der B-Junioren-Bundesliga Nord/Nordost; mit der U19 trat er zweimal in der A-Junioren-Bundesliga Nord/Nordost an. Seinen ersten Profivertrag unterschrieb er am 1. Januar 2014 beim japanischen Erstligisten Sagan Tosu. Für den Verein aus Tosu bestritt er 145 Erstligaspiele. Im Januar 2019 kehrte er in seine Heimat zurück. Hier schloss er sich in Jeonju dem Erstligisten Jeonbuk Hyundai Motors an. Mit Jeonbuk feierte er 2019, 2020 und 2021 die südkoreanische Meisterschaft. Den südkoreanischer Fußballpokal gewann er mit dem Team 2020. Hier besiegte man Ulsan Hyundai in zwei Endspielen (4. und am 8. November 2020) mit insgesamt 3:2. Nach 62 Erstligaspielen für Jeonbuk wechselte er zu Beginn der Saison 2022 zum ebenfalls in der ersten Liga spielenden Seongnam FC. Am Ende der Saison musste er mit dem Klub aus Seongnam als Tabellenletzter den Weg in die zweite Liga antreten. Nach dem Abstieg wurde sein Vertrag nicht verlängert. Von Januar 2023 bis Mai 2023 war er vertrags- und vereinslos. Im Juni 2023 wechselte er nach Thailand, wo er einen Vertrag beim Erstligisten Buriram United unterschrieb. Am Ende der Saison 2023/24 und 2024/25 wurde er mit dem Verein aus Buriram Meister. Nach 57 Ligaspielen, in denen er einen Treffer erzielte, wurde sein Vertrag im Sommer 2025 nicht verlängert. Im Juli 2025 kehrte er in seine Heimat zurück. Hier schloss er sich in Asan dem Zweitligisten Chungnam Asan FC an.

### Nationalmannschaft
Kim Min-hyeok spielte 2014 sechsmal in der südkoreanischen U23-Nationalmannschaft. Mit der Mannschaft nahm er an den Asienspielen in Incheon im eigenen Land teil. Im Finale besiegte man Nordkorea mit 1:0 n. V.

## Erfolge

### Verein
Jeonbuk Hyundai Motors
- Südkoreanischer Meister: 2019, 2020, 2021
- Südkoreanischer Pokalsieger: 2020

Buriram United
- Thailändischer Meister: 2023/24, 2024/25

### Nationalmannschaft
Südkorea U23
- Asienspiele: 2014